# Raúl Aguayo-Krauthausen
Raúl Aguayo-Krauthausen, né le 15 juillet 1980, à Lima, Pérou, est un entrepreneur allemand, créateur de projets sociaux innovants. 
Il a créé une application qui utilise un système de carte permettant de décrire l’accessibilité des lieux publics pour les utilisateurs de fauteuils roulants.

## Biographie
Il est connu pour ses actions en faveur des personnes handicapées, et notamment pour son travail sur Wheelmap.org, un système mondial pour personnes en fauteuil roulant, qui collecte des données sur l'accessibilité aux établissements recevant du public ainsi que sur l'accessibilité aux points d'intérêt. En 2013, il a reçu l'ordre du mérite de la République fédérale d'Allemagne.

## Projets (Sélection)
- Il est connu pour être un des membres fondateurs de l'ONG allemand Sozialhelden[2].
- Wheelmap.org, une carte en ligne pour personnes en fauteuil roulant, qui collecte des données sur l'accessibilité aux établissements recevant du public (depuis 2010).
- leidmedien.de (améliorer la couverture  médiatique des personnes handicapées): Durant les Jeux paralympiques de Londres 2012, en avait de plus en plus des reportages de personnes super-handicapées dans les médias. Leidmedien.de (de) explique comment trouver le bon ton ( un reportage objectif sans stéréotypes)[3].